# Camaricus maugei
Espèce
Synonymes
- Thomisus maugi Walckenaer, 1837
- Thomisus stellifer Doleschall, 1859
- Platythomisus striatipes Hasselt, 1882

Camaricus maugei est une espèce d'araignées aranéomorphes de la famille des Thomisidae.

## Distribution
Cette espèce se rencontre de l'Inde au Viêt Nam et à l'Indonésie à Sumatra et à Java.

## Étymologie
Cette espèce est nommée en l'honneur de M. Maugé.

## Publication originale
- Walckenaer, 1837 : Histoire naturelle des insectes. Aptères. Paris, vol. 1, p. 1-682 (texte intégral).